# Austrocroce longipennis
Austrocroce longipennis är en insektsart som först beskrevs av Navás 1910.  Austrocroce longipennis ingår i släktet Austrocroce och familjen Nemopteridae. Inga underarter finns listade i Catalogue of Life.